# Celastrina melanoides
Celastrina melanoides är en fjärilsart som beskrevs av Robert Christopher Tytler. Celastrina melanoides ingår i släktet Celastrina och familjen juvelvingar. Inga underarter finns listade i Catalogue of Life.